# Vapnearka
Vapnearka (în ucraineană Вапнярка), scris uneori și Vapniarca, Vapnyarka, Wapnjarka sau Wapniarka, este o așezare de tip urban din raionul Tomașpil, regiunea Vinnița, Ucraina. În afara localității principale, nu cuprinde și alte sate. Are o gară de tren încă din 1870. În anul 2011 avea 7891 locuitori.
În timpul celui de-Al Doilea Război Mondial, după pornirea Operațiunii Barbarossa, Vapniarka a căzut sub ocupația României, aliată cu Germania nazistă. Între 22 octombrie 1941 și martie 1944 Vapniarka a făcut parte din Transnistria  și a servit Jandarmeriei și Armatei Române drept lagăr de concentrare pentru evrei deportați din România, Basarabia, Bucovina și Herța.
În zilele de azi Vapniarka este capătul liniei ferate pentru vizitatorii districtului Vinnytsia Oblast. De aici transportul spre orășelele Bușa, Dzyhivka, Olhopil, Tomașpil și Sobolivka se asigură cu autobuze.

## Demografie
Componența lingvistică a așezării de tip urban Vapnearka
     Ucraineană (94,83%)
     Rusă (4,38%)
     Alte limbi (0,48%)
Conform recensământului din 2001, majoritatea populației așezării de tip urban Vapnearka era vorbitoare de ucraineană (94,83%), existând în minoritate și vorbitori de rusă (4,38%).

## Legături externe
- Situl actual al orașului Vapnearka